# Gateway (entreprise)
Pour les articles homonymes, voir Gateway.

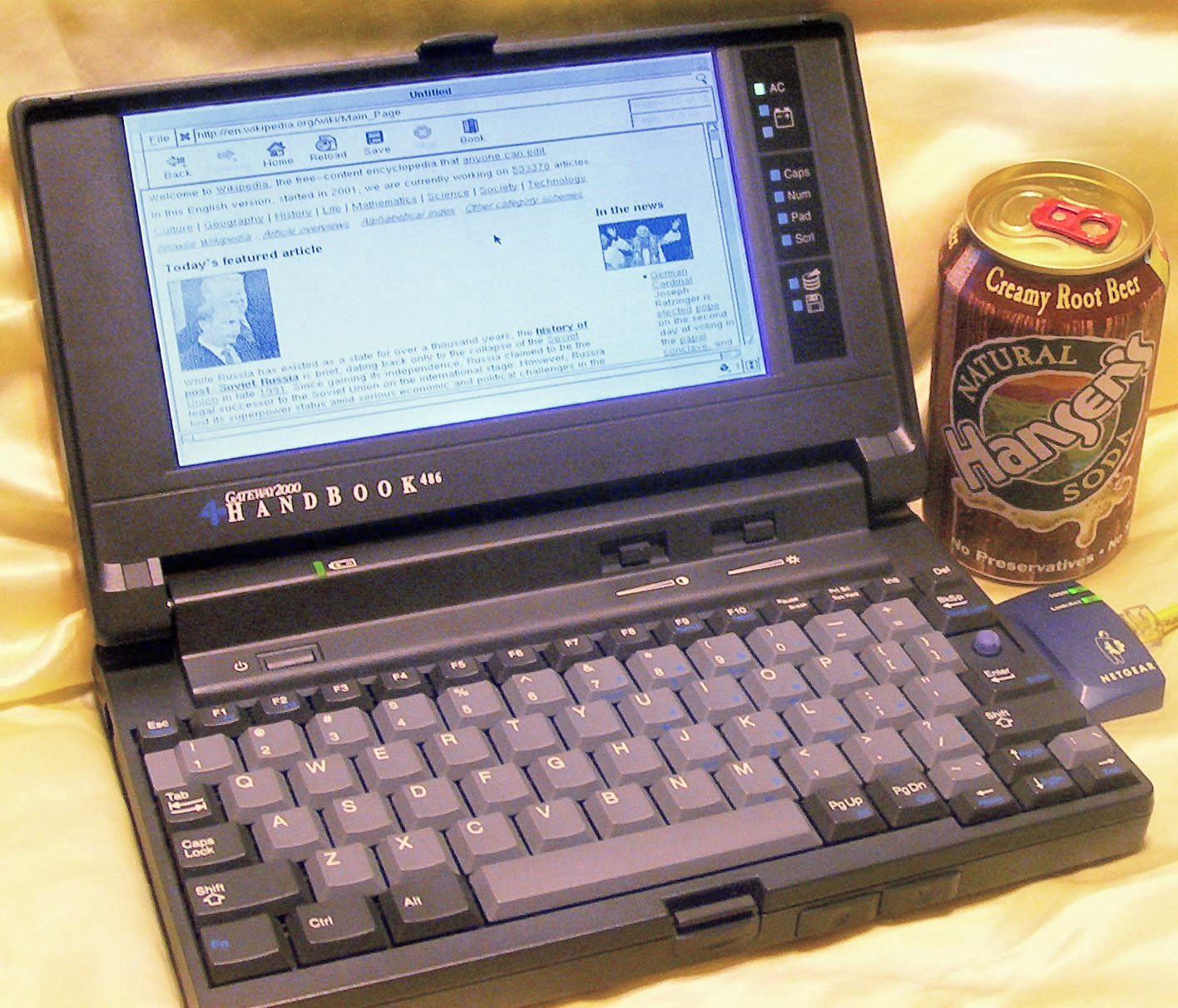
Handbook 486 de Gateway

Gateway est une entreprise du secteur des technologies de l'information et de la communication.

## Historique
Gateway a été fondée en 1985 sous le nom de Gateway 2000, et se fait connaître à partir de 1991 par ses emballages décorés de taches noires.
Achetée par Acer en 2007, cette marque est réutilisée à partir de 2009. 
Au cours du Consumer Electronics Show 2013, Jerry Kao, le vice-président associé du groupe Acer annonce que la marque eMachines (filiale de Gateway) est officiellement abandonnée.
En septembre 2020, Acer relance la marque pour vendre des PC portables d'entrée de gamme chez Walmart.